# Квинт Сальвидиен Руф
Квинт Сальвидие́н Руф (лат. Quintus Salvidienus Rufus; умер в 40 году до н. э., Рим, Римская республика) — древнеримский военный и политический деятель, консул-десигнат 40 года до н. э.

## Биография
Человек низкого происхождения, по словам Диона Кассия, в молодости пас овец. Вместе с Марком Агриппой и Меценатом был одним из ближайших друзей и советников молодого Октавиана. Именно Сальвидиен и Агриппа, жившие вместе с Октавианом в Аполлонии, убедили его принять наследство Цезаря и участвовать в политической борьбе.
В начале 42 до н. э. в качестве легата Октавиана командовал флотом в войне с Секстом Помпеем. Поначалу добился некоторых успехов, изгнав войска Помпея, высадившиеся на юге Италии, и даже был провозглашён «Императором». Затем был разбит Помпеем у мыса Скиллея в Мессинском проливе при попытке переправиться на Сицилию.
В 41 до н. э. был направлен с шестью легионами в Испанию, но из-за начала Перузинской войны получил приказ вернуться в Италию. Вместе с Агриппой действовал против войск Луция Антония, Азиния Поллиона и Вентидия Басса, затем участвовал в осаде Перузии. Совместно с Агриппой предотвратил попытку Вентидия Басса деблокировать город.
В 40 году до н. э., после смерти Квинта Фуфия Калена, был назначен наместником галльских провинций. На следующий год был десигнирован консулом, несмотря на то, что до этого не занимал ни одну из должностей, входивших в сенаторский сursus honorum.
После заключения Брундизийского мира Антоний сообщил Октавиану, что во время войны Сальвидиен намеревался его предать, и с этой целью отправил к нему послов во время осады Брундизия. Октавиан вызвал к себе Сальвидиена под предлогом обсуждения неотложных дел и, разоблачив его, приказал казнить. Войска Сальвидиена он также считал ненадёжными, а потому передал их Антонию. По другой версии, Сальвидиен покончил с собой. Гай Светоний Транквилл сообщает, что Октавиан отдал его для наказания сенату.
По-видимому, был крупной политической фигурой, так как его арест был декретирован чрезвычайным сенатским постановлением (senatus consultum ultimum), а казнь отмечена благодарственными жертвами, как если бы государство было избавлено от величайшей опасности.